# Diogo Lopes de Sequeira
Pour les articles homonymes, voir Lopes et Sequeira.
Diogo Lopes de Sequeira (Alandroal, 1465-Alandroal, 1530) est un navigateur et explorateur portugais.

## Biographie
Il dirige une expédition commerciale pour les Indes, expédition qui comprend Magellan et Francisco Serrão parmi ses hommes. Le 11 septembre 1509, il arrive à Sumatra et à Malacca qu'il doit fuir à cause de malversations du sultan préparant son assassinat.
Il participe ensuite à des voyages en Afrique du Nord puis devient gouverneur des Indes portugaises (1518-1522).